# Schopper (famiglia)
La famiglia Schopper fu una famiglia nobile del patriziato di Norimberga, nel cui consiglio cittadino sedette dal 1319 al 1489.

## Storia
L'origine della famiglia Schopper non è chiara. Nel 1267, uno Schopper è menzionato per la prima volta tra i testimoni della fondazione del monastero di Sant'Egidio a Norimberga. La famiglia mantenne legami con le famiglie Behaim, Kreß e Schnöd e di loro si sa che gestivano una società commerciale. Götz Schopper vantava una certa ricchezza dal momento che nel 1308 acquistò il feudo di Durrenhof dove costituì la sede della sua famiglia. Nel 1356, Fritz Schopper ricevette i diritti di sfruttamento delle foreste locali per concessione dell'imperatore Carlo IV del Sacro Romano Impero. Nel 1370 i suoi figli concessero l'uso della fortezza locale al consiglio comunale di Norimberga in caso di guerra. All'inizio del XV secolo, la famiglia Schopper costruì il castello di Schübelsberg.
Nel 1489 vennero rappresentati per l'ultima volta nel consiglio cittadino di Norimberga. Dal XVI secolo si perdono le tracce della famiglia. Secondo lo storico Andreas Würfel, la famiglia si sarebbe estinta nel 1481 (o nel 1540) in linea maschile e nel 1531 in linea femminile.

## Membri notabili
- Hans Schopper (? –1481), consigliere e forse ultimo rappresentante della famiglia a Norimberga
- Johannes Schopper (1529-1540), ultimo abate del monastero cistercense di Heilsbronn